# Julia

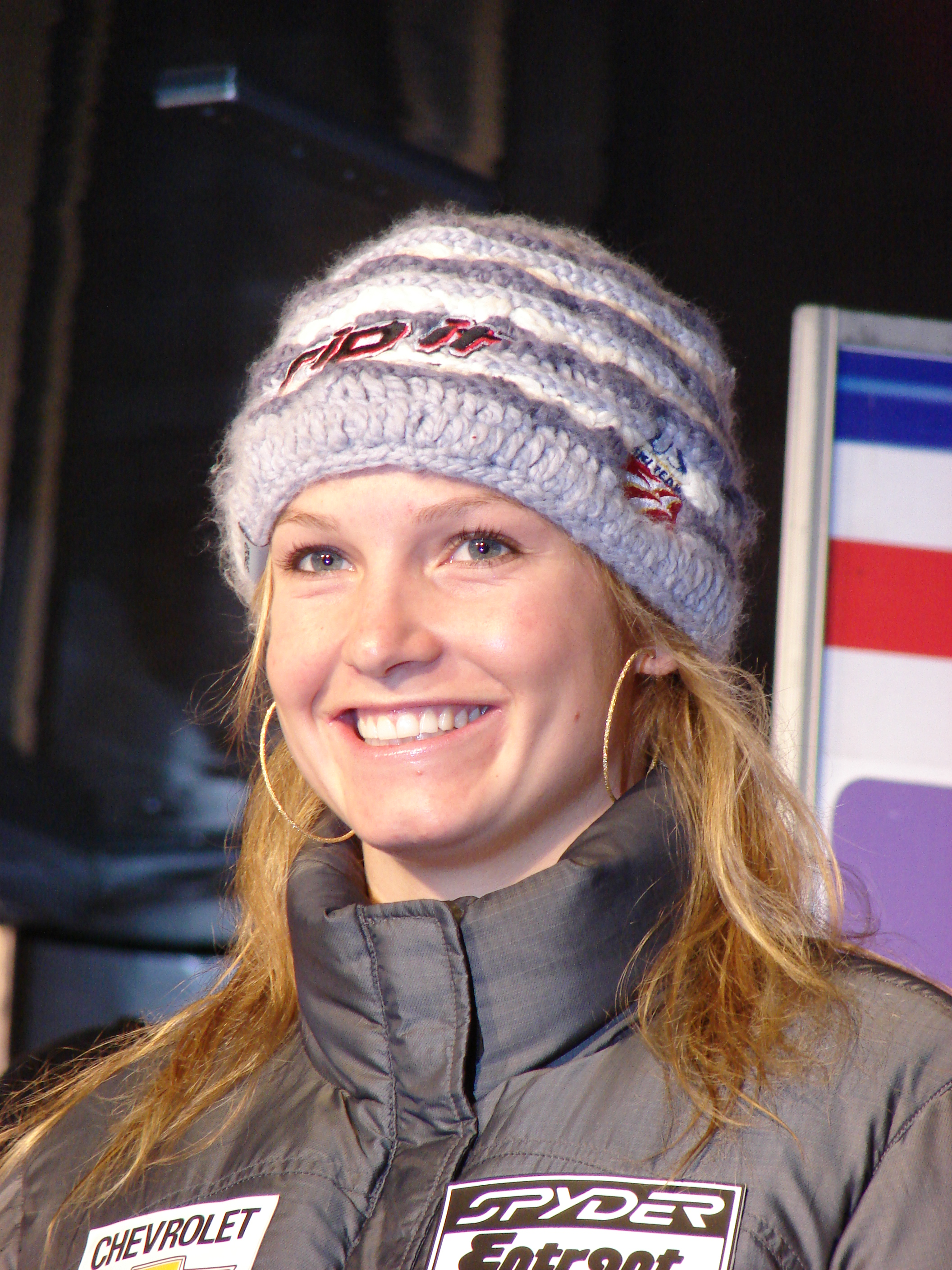
Julia Mancuso, 2006.

Julia är ett latinskt kvinnonamn som härstammar från det romerska släktbundna personnamnet Iulius senare Giolio, som härleds från det grekiska ordet ιουλος ioulo som är ett alternativt namn på Demeter vars uttydelse är Moder jord. Namnet bars ursprungligen endast av medlemmar av gens Julia. Julia nämns också i Nya Testamentet i Bibeln.
Namnet betyder den ungdomliga.
Diminuitivversioner av namnet är Juliette eller Juliet.
Namnet, som har använts i Sverige sedan i början av 1700-talet, är bland de allra mest populära under 1990- och 2000-talen. Den 31 december 2005 fanns det totalt 27 274 personer folkbokförda i Sverige med namnet, varav 20 209 med det som tilltalsnamn/förstanamn. Namnet är även mycket vanligt i Finland, där fanns 2007 19 983 kvinnor med namnet Julia. 
Namnsdag: i Sverige 16 februari. I den finlandssvenska namnsdagslängden har Julia namnsdag 12 april sedan 1973. Före det hade Julia namnsdag 16 februari 1929–1972 med en paus 1950–1951.

## Personer med namnet Julia
- Julia (född mellan 82 och 76 f.Kr., död 54 f.Kr), dotter till Julius Caesar
- Julia den äldre (39 f.Kr.-14 e.Kr.), dotter till kejsar Augustus och Scribonia
- Iulia Drusilla (16–38), dotter till Germanicus och Agrippina d.ä. och syster till Caligula
- Giulia Drusilla (39–41), dotter till Caligula och hans fjärde fru Milonia Cesonia
- Julia Cæsar (1885–1971), svensk skådespelare
- Julia Domna (170–217), romersk kejsarinna
- Julia Dufvenius, svensk skådespelare
- Julia Fischer, tysk violinist
- Julia Håkansson (1853–1940), svensk skådespelare
- Julia Kristeva, bulgarisk lingvist och feminist
- Julia Lipnitskaja, rysk konståkerska
- Julia Louis-Dreyfus, amerikansk skådespelare (Elaine i Seinfeld)
- Julia Mancuso, amerikansk alpin skidåkare
- Julija Nestsjarenka, vitrysk friidrottare
- Julia Nyberg (1784–1854), svensk poet
- Julia Ormond, brittisk skådespelare
- Julia Roberts, amerikansk skådespelare
- Julia Svedelius (1870–1955), svensk barnboksförfattare
- Julia Stiles, amerikansk skådespelare
- Julija Tjepalova, rysk längdskidåkare
- Julia Tymosjenko, ukrainsk politiker
- Julia Viktoria (född 2001), svensk sångerska
- Julia Volkova (född 1983), rysk sångerska
- Julija Zaripova, rysk friidrottare

## Personer med namnet Juliette eller Juliet
- Juliette Adam (1836 - 1936), fransk författare
- Juliette Atkinson (1873 - 1944), amerikansk tenninsspelare
- Juliette Binoche (född 1964), fransk skådespelare
- Juliet Cuthbert (född 1964) jamaicansk friidrottare
- Juliette Figuier (1829 - 1879), fransk författare
- Juliette Gréco (1927 - 2020), fransk sångare
- Juliette Haigh (född 1982), nyzeeländsk roddare
- Juliet Hammond-Hill (född 1953), en engelsk skådespelare
- Juliet Landau (född 1965), amerikansk skådespelare
- Juliette Lewis (född 1973), amerikansk skådespelare och sångare
- Juliette Lind (1885 - 1969), svensk operasångare
- Juliette Price (1831 - 1906), dansk dansare
- Juliette Récamier (1777 - 1849), fransk salongsvärd
- Juliet Rhys-Williams (1898 – 1964), brittisk skribent
- Juliet Simms (född 1986), amerikansk singer/songwriter
- Julieta Venegas (född 1970), mexikansk musiker